# Phacellophyllum caespitosum
Genre
Espèce
Phacellophyllum caespitosum est une espèce éteinte de coraux, connue dans le Dévonien, de l'Eifelien au Frasnien, il y a environ entre 393 et 372 Ma (millions d'années). 

## Distribution
- Europe :
  - en Allemagne (région de l'Eifel),
  - dans le Nord de la France, comme dans la réserve naturelle régionale de la carrière des Nerviens dans le département du Nord où il est présent dans les schistes micacés du Frasnien,
  - République tchèque.
- Amérique du Nord ;
- Australie ;
- Chine ;
- Myanmar.